# Ymir (Marvel Comics)
Ymir es un personaje ficticio que aparece en los cómics estadounidenses publicados por Marvel Comics. Creado por Stan Lee y Jack Kirby, el personaje apareció por primera vez en Journey into Mystery #97 (octubre de 1963). Ymir es basado en el gigante de las heladas del mismo nombre de la mitología nórdica.Ymir es un antagonista recurrente del superhéroe Thor.

## Historial de publicación
Apareció por primera vez en Journey Into Mystery# 97 (octubre de 1963) y fue adaptado por Stan Lee y Jack Kirby. Apareció en la serie Giant-Man del 2019.

## Biografía ficticia del personaje
El personaje Ymir aparece por primera vez en Journey into Mystery, y considera todas las demás formas de vida, con la excepción de sus parientes, los Gigantes de Hielo de Niffelheim, como aberraciones que deben ser destruidas. Fue una de las primeras criaturas asgardianas creadas y engendró los dioses asgardianos. La siguiente historia muestra una batalla temprana con y posterior encarcelamiento al ser atraído a una trampa y encarcelado en un anillo de fuego mágico por Odín, el rey de los dioses nórdicos, mientras intentaba llevar el invierno eterno a Asgard con los otros gigantes.
Ymir se menciona en Savage Tales en una historia ambientada en la prehistoria de la era hiboriana. El héroe bárbaro Conan se encuentra con su hija Atali y mata a dos de sus brutales hermanos.
Ymir reaparece en una historia de dos partes en Vengadores y Doctor Strange siendo convocado a la Tierra con el demonio de fuego Surtur por un culto llamado Hijos de Satannish. Los dos son derrotados y desterrados cuando los héroes engañan a los dos para que luchen entre sí debido a Extraño. Ymir y Surtur reaparecen en Thor e invaden el reino de Asgard. Ambos personajes, sin embargo, son derrotados cuando el Dios del Trueno Thor usa la Espada de Odín para desterrar a la pareja a la otra dimensión del Mar de la Noche Eterna. Ymir reaparece en la publicación Marvel Super-Heroes, y con los ataques Gigantes y Tormentas de Hielo ataca a Asgard. En esta ocasión, el personaje y sus aliados son detenidos por Thor y su hermanastro, Vidar.
Ymir aparece en un número de la serie limitada X-Men: First Class, que se desarrolla durante los primeros días del moderno universo Marvel. Los X-Men originales se encuentran con un grupo llamado "Hijos de los Vanir" que convocan a Ymir a la Tierra. Después de una breve batalla, Thor usa su martillo místico Mjolnir para devolver a Ymir a Niffelheim.
Ymir hace otra vuelta en las páginas de A + X. Él ha creado una versión de Cofre de los Inviernos Eternos y planea congelar el mundo. Thor lo enfrenta con los X-Men, Bobby Drake, también conocido como Iceman. Bobby está impulsado por este nuevo Cofre y es la fuerza decisiva en la derrota de Ymir.

## Poderes y habilidades
Ymir es un gran gigante helado de más de 300 m (1000 pies) de altura con atributos físicos mucho mayores que la mayoría de los demás.El posee fuerza sobrehumana y durabilidad.Es capaz de proyectar un frío intenso y mortal.Ymir puede regenerarse a partir de tan sólo una partícula de hielo.También se le considera inmortal.Además, empuña un enorme carámbano que funciona como un garrote para la destrucción o la batalla.

## Recepción

### Respuesta crítica
Marc Buxton de Den of Geek incluyó a Ymir en su lista "Thor 4: Los villanos de Marvel que queremos ver", y escribió: "Ymir es una de las creaciones más grandiosas de Kirby, un glaciar andante y enojado impulsado por el odio hacia los asgardianos. El final La batalla entre los Gigantes de Hielo y Asgard es simplemente una epopeya que espera ser contada, e Ymir podría ser el mayor desafío de Thor si este conflicto llega a buen término.

### Impacto
Philip Etemesi de Screen Rant afirmó: "Es en gran medida a través de él que el concepto de regeneración se populariza en la Edad de oro de las historietas. El villano muere muchas veces durante las batallas con los asgardianos sólo para que su cuerpo se regenere".

## Otras versiones

### Free Comic Book Day
Ymir es el villano en el título del sorteo Free Comic Book Day 2009 Avengers.

## En otros medios

### Televisión
- Ymir apareció en Spider-Man and His Amazing Friends episodio "La Venganza de Loki" con la voz de John Stephenson.[21]Él se ha hecho cargo del reino que era gobernado por la gigante de hielo Zerona. Con la ayuda de Iceman, ella era capaz de ahuyentarlo.
- Ymir aparece en The Avengers: Earth's Mightiest Heroes, episodio "The Fall of Asgard," con la voz de Rick D. Wasserman.[22]
- Ymir aparece en la serie de Hulk and the Agents of S.M.A.S.H. de la primera temporada, episodio 8 "Hulks sobre Hielo".[23][24]Él se despertó de su prisión de hielo del volcán en la Tierra por Laufey como parte de la trama de Gigantes de Hielo para traer un invierno sin fin a la Tierra. Ymir ataca a Thor y los Hulks a medida que trabajan para derrotar a Ymir. Cuando Skaar intentó en repetidas ocasiones puñaladas hacia Ymir, Skaar fue congelado y fue rescatado por A-Bomb antes de que pueda chocar con el suelo. Thor y Hulk van a tener que encontrar el punto débil de Ymir. La espada de Skaar fue dejado en Ymir como acto de Hulk ya que atacan el punto débil. Antes de que Ymir pudiera golpear a A-Bomb, She-Hulk recibe tanto de ellos fuera del camino. Thor se le ocurre un plan de donde él, Hulk y Hulk Rojo ataca suficiente para calentarse y le lanza hacia Ymir en romperse. Thor y luego dispara su rayo que destroza a Ymir como Laufey se retira de nuevo a Jotunheim.
- Ymir aparece también en la tercera temporada de Ultimate Spider-Man, en el episodio 24, "Concurso de Campeones, parte 2".[25]Después de que Spider-Man, Capitán América, Hulk Rojo y Puño de Hierro derrotan al Hombre de Arena en el juego de "Capturar la Bandera", Gran Maestro envía a Ymir y Blastaar contra los héroes. Ymir logró congelar al Capitán América y provocar la intervención de juego antes de que Hulk Rojo lo pudiera descongelar. Después de Hulk Rojo, Blastaar y Puño de Hierro se retiran del juego, Spider-Man fue dejado de luchar contra Ymir después de reclamar la bandera. Spider-Man logró derrotar a Ymir mediante el uso de un cable eléctrico en él.
- Ymir aparece en el especial navideño de Marvel Super Hero Adventures: Frost Fight!, con la voz de Fred Tatasciore.[26]El colabora con Loki para robar los poderes de Santa Claus.[27]

### Videojuegos
- Ymir aparece como un villano en Marvel: Ultimate Alliance con la voz de Paul Eiding.[28]
- Ymir aparece en Thor: God of Thunder,[29]con la voz de Mitch Lewis.[30][31]), con la voz de Mitch Lewis.
- Ymir aparece como un personaje villano en Marvel Super Hero Squad Online.[32]
- Ymir aparece como un personaje villano en Marvel: Avengers Alliance.[33]
- Ymir aparece como un enemigo en el juego de pinball virtual Thor para Pinball FX 2 lanzado por Zen Studios.[34]
- Ymir aparece como un personaje no jugable en Thor: The Dark World - The Official Game, con la voz de Tyler Bunch.[35]
- Ymir aparece como un jefe no jugable en la invasión del jefe mundial en 'Marvel Future Fight de Netmarble